# Gene Sharp
Gene Sharp (* 21. ledna 1928, North Baltimore, Ohio, USA - 28. ledna 2018, Boston, Massachusetts) byl americký filozof a politolog, profesor politických věd na University of Massachusetts. Proslavil se knihami na téma nenásilného odporu, v nichž rozvíjí strategii Mahátma Gándhího. K jeho nejznámějším pracím patří kniha The Politics of Nonviolent Action z roku 1973.

## Biografie
Roku 1951 vystudoval sociologii na Ohijské státní univerzitě. V roce 1953 se zúčastnil protestů proti Korejské válce, načež byl devět měsíců vězněn. Poté se angažoval v pacifistickém hnutí a v letech 1955–1958 pracoval v pacifistickém týdeníku Peace News. Poté se vrátil ke studiu, studoval v Oslu u Arne Næsse, roku 1968 vystudoval filozofii na Oxfordské univerzitě. V roce 1972 se stal profesorem na Massachusettské univerzitě v Darmouthu. Roku 1983 založil neziskovou organizaci Institut Alberta Einsteina (Einstein kdysi napsal předmluvu k jeho první knize) k podpoře nenásilných protestů po celém světě. Institut je podporován Fordovou nadací, Randovou korporací i americkou vládní organizací International Republican Institute. Sharpova koncepce ovlivnila vlnu tzv. barevných revolucí ve východní Evropě či tzv. Arabské jaro. Od té doby se o Sharpovy často hovoří jako o kandidátovi na Nobelovu cenu míru (nominován byl roku 2009 a 2012).